# Troy (Idaho)
Troy és una població dels Estats Units a l'estat d'Idaho. Segons el cens del 2000 tenia 798 habitants.

## Demografia
Segons el cens del 2000, Troy tenia 798 habitants, 309 habitatges, i 224 famílies. La densitat de població era de 390 habitants/km².
Dels 309 habitatges en un 38,5% hi vivien nens de menys de 18 anys, en un 61,2% hi vivien parelles casades, en un 7,8% dones solteres, i en un 27,2% no eren unitats familiars. En el 20,7% dels habitatges hi vivien persones soles el 7,8% de les quals corresponia a persones de 65 anys o més que vivien soles. El nombre mitjà de persones vivint en cada habitatge era de 2,58 i el nombre mitjà de persones que vivien en cada família era de 3,02.
Per edats la població es repartia de la següent manera: un 29,8% tenia menys de 18 anys, un 7,1% entre 18 i 24, un 29,2% entre 25 i 44, un 22,4% de 45 a 60 i un 11,4% 65 anys o més.
L'edat mediana era de 34 anys. Per cada 100 dones de 18 o més anys hi havia 92,4 homes.
La renda mediana per habitatge era de 36.250 $ i la renda mediana per família de 42.031 $. Els homes tenien una renda mediana de 33.194 $ mentre que les dones 23.295 $. La renda per capita de la població era de 16.557 $. Aproximadament l'11,9% de les famílies i el 12,1% de la població estaven per davall del llindar de pobresa.

## Poblacions més properes
El següent diagrama mostra les poblacions més properes.